# Дворец Гамза Солтана
Дворец Гамза Солтана — расположен в селе Гюсюлю Лачинского района Азербайджана.

## История
Исторические документы предоставляют информацию о том, что дворец был возведен в 1761 году. Несмотря на то, что дворец был крупным комплексом, до современного периода осталось только одно здание дворца.

## Структура
Дворец состоит из двух этажей. Двери и окна дворца были сделаны из грецкого ореха. При строительстве дворца использовались восточные традиции архитектуры.. Дворец построен из местных камней и извести.
В 2007 году село Хюсюлю переименовано в Меликатун правительством Армении. Дворец «Гамза Солтан» был отремонтирован и используется в качестве гостиницы для туристов.